# Demografía de Irán

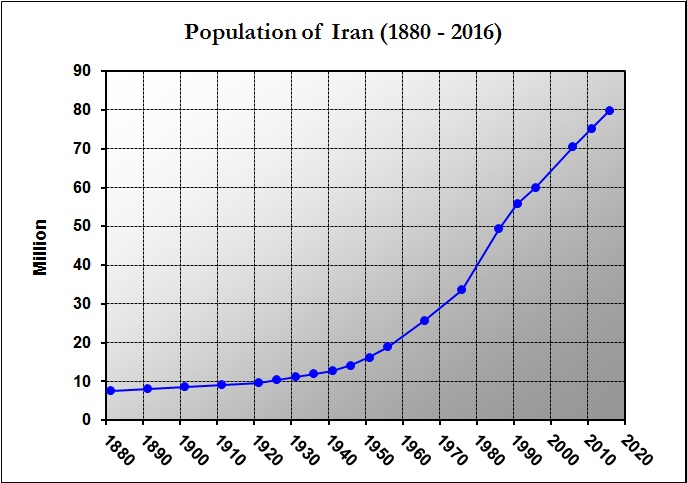
Evolución de la población de Irán entre 1880 y 2016.

El siguiente artículo describe las características de la demografía de Irán

## Población
La población de Irán incrementó dramáticamente durante la segunda mitad del siglo XX, alcanzando los 80 millones de habitantes en el 2016. Sin embargo, en los años recientes la tasa de natalidad ha ido cayendo progresivamente, llegando a unpromedio de hijos por mujer de 1,71 para el 2020. Algunos estudios proyectan que la población de Irán seguirá creciendo hasta llegar a una meseta de casi 100 millones para el 2050. La mitad de la población en el 2012 tenía menos de 35 años.
Irán es un país muy diverso étnica y lingüísticamente, cuyas ciudades albergan a diversas etnias (como los pueblos iraníes), como Teherán. Además, hay más de cuatro millones de ciudadanos iraníes en el extranjero (est.), en su mayor parte en Norteamérica, Europa Occidental, Turquía, los países del golfo Pérsico y Australia.

## Evolución histórica de la población
Basándose en cifras y cálculos de historiadores antiguos y modernos (se incluye muchas veces a regiones del actual Asia central y medio oriente, que no pertenecen al actual Irán).
- Imperio aqueménida (400 a. C.)   = 10 millones de habitantes (incluye también Egipto, Mesopotamia, Asia Menor, Siria, Asia Central y actuales Pakistán y Afganistán) .
- Imperio aqueménida (300 a. C.)       =25-70 millones.
- Imperio seléucida (200 a. C.)    =25-35 millones de habitantes (se incluyen muchos territorios que no son parte del Irán actual).
- Imperio Parto (200 d. C.)             = 16 millones (periodo de graves perdidas territoriales).
- Imperio sasánida (600 d. C.)          = 78 millones (anexiones de Anatolia, Yemen, Siria, Judea y Egipto; que perdió poco después).
- Imperio corasmio (1200 d. C.)     = 2,5-6 millones de habitantes (entre 2 y 4 millones mueren o son esclavizados durante la conquista mongol de Gengis Khan).
- Imperio Safaví (1500)         = 4 millones de habitantes.
- Imperio Safaví (1700)            = 10 millones (4 millones eran zoroastricos, había 1,7 millones de kurdos, turcos, judíos, armenios y georgianos).
- Dinastía Qayar (1900)                         = 7-10 millones de habitantes (se debe considerar la pérdida de los territorios de Asia Central y el Cáucaso a manos del imperio ruso, así como Baréin y la región de Herat a manos del imperio británico durante el siglo XIX).

## Grupos étnicos

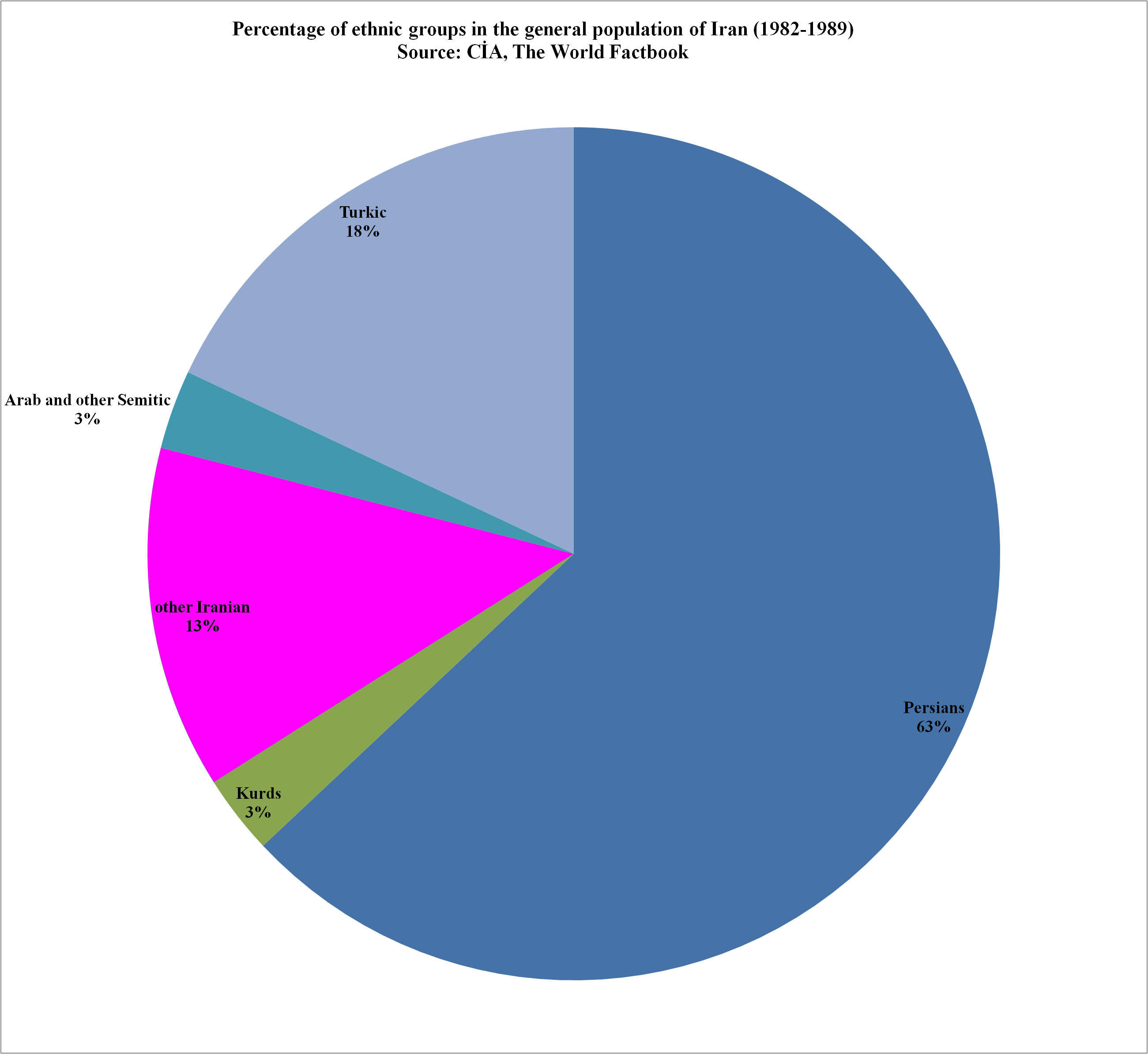
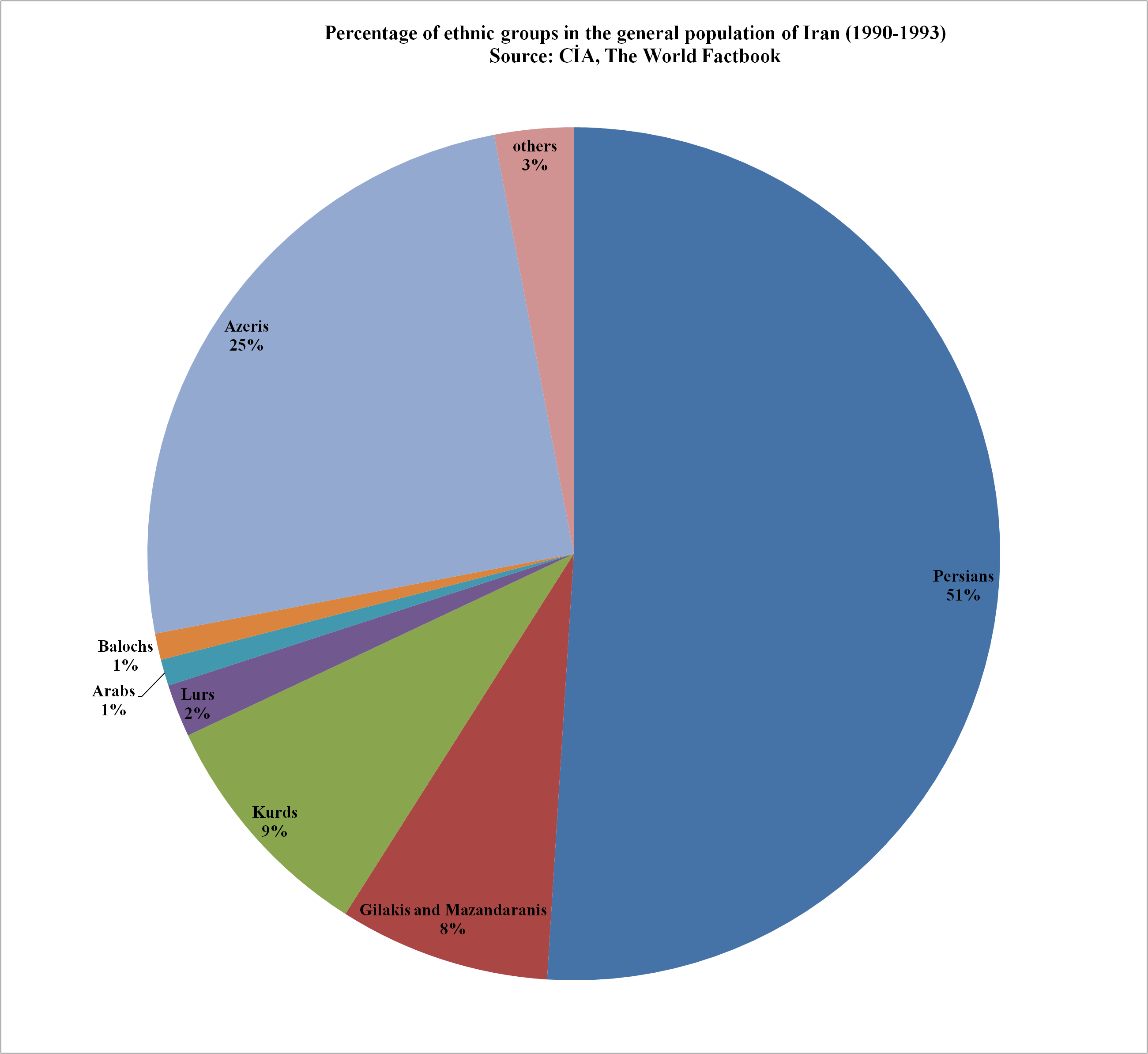
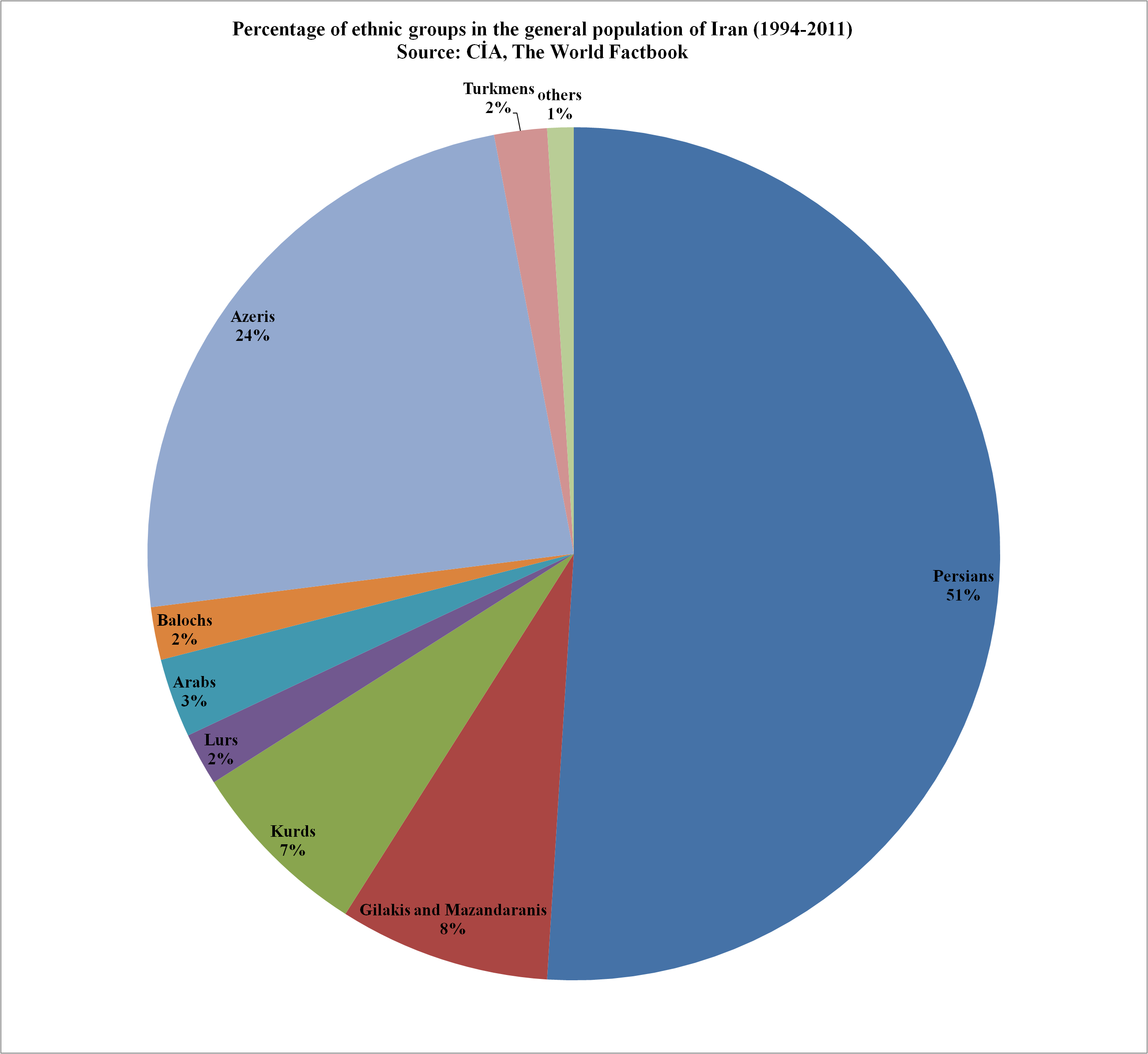
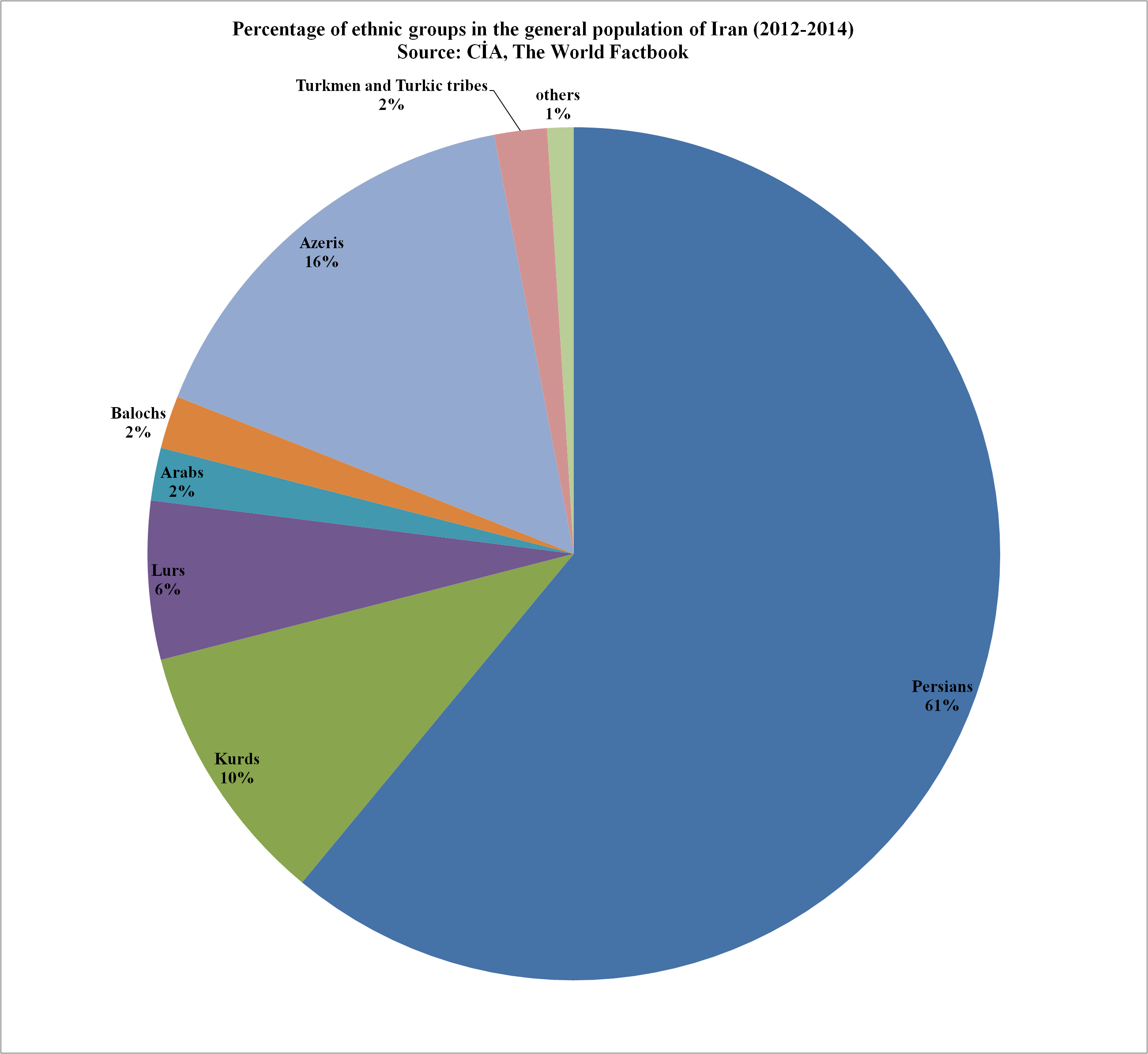

Según el CIA World Factbook, la mayor parte de la población, en un 51% (60% según la Biblioteca del Congreso), es persa. Luego hay pueblos pertenecientes a diferentes grupos étnicos:
- Grupo indoeuropeo: kurdos (7%), beluchi o beluchos (2%) y armenios.
- Grupo turcotártaro: azeríes (en un 24%; 20% según la Biblioteca del Congreso), kashgai (un 2%) y turcomanos (2%).
- Semitas: árabes (el 3%, o el 2% según la Biblioteca del Congreso), asirios y judíos.[cita requerida]
- Otros: Guilakíes y mazandaraníes representan el 8% de la población. Los luros son el 2% de la población, o el 3% según la Biblioteca del Congreso.

La Biblioteca del Congreso considera que armenios, asirios y georgianos alcanzan el 2%. Esta última fuente, sin embargo, ignora a los gilakis, los mazandaraníes y los talyshi que se encuentran a lo largo de la costa del mar Caspio.
Finalmente, pueden encontrarse otras estimaciones que señalan: persas 49%, azeríes 18%, kurdos 10%,  gilakis 6%, luri 4%, mazandaraníes 4%, beluchos 2,4%, árabes 2.4%, bajtiaríes 1.9%,  turcomanos 1,6%, armenios 0,7%.

### Persas
El término «persas» se refiere a personas que hablan el dialecto occidental del persa o farsi y viven en el país moderno de Irán, así como los descendientes de personas que emigraron del territorio de lo que hoy es Irán a países vecinos, como los Emiratos Árabes Unidos, Baréin, Irak, Kuwait, Omán y más recientemente, a Occidente, principalmente los Estados Unidos de América, Turquía, el Reino Unido, Alemania o Canadá.

### Azeríes iraníes
Los azeríes iraníes, que son principalmente musulmanes chiitas, son el grupo étnico más grande de Irán, después de los persas, y se cree que son el 20-24% de la población. Los azeríes, también conocidos como azerbaiyanos, se encuentran principalmente en las provincias del noroeste: Azerbaiyán Oriental, Azerbaiyán Occidental, Ardebil, Zanjan y en algunas regiones del Kurdistán, Hamadán y Markazi. Otros muchos viven en Teherán, Karaj y otras regiones. En general, los azeríes en Irán estaban considerados como «una minoría lingüística bien integrada» por los académicos antes de la Revolución Islámica de Irán. De hecho, hasta el período Pahlavi del siglo XX, «la identidad de Irán no era exclusivamente persa, sino supra-étnica», pues gran parte del liderazgo político, comenzando a partir del siglo XI, había sido túrquico. Los grupos iranio y turco estaban integrados hasta que el nacionalismo y el comunalismo del siglo XX comenzaron a alterar la percepción popular. A pesar de la fricción, los azerbaiyanos en Irán vinieron a estar bien representados a todos los niveles de «jerarquías intelectuales, militares y políticas, así como en la jerarquía religiosa». En Irán el término «azerí» es usado formalmente; sin embargo, informalmente, los azeríes y otra población iraní de habla turca son coloquialmente llamados tork («túrquico»).

### Kurdos iraníes
Los kurdos constituyen aproximadamente el 7% de la población total de irán. Los kurdos en Irán han resistido los esfuerzos del gobierno iraní, tanto antes como después de la revolución de 1979, de asimilarlos a la corriente principal de la vida nacional, junto con sus compañeros kurdos en regiones vecinas de Irak y Turquía han buscado una autonomía regional o el directamente el establecimiento de un estado kurdo independiente.
En el siglo XVII, un gran número de kurdos fueron deportados por Abás el Grande a Jorasán en Irán oriental y los reasentó a la fuerza en las ciudades de Quchan y Birjand. Los kurdos de Jorasán, en un número alrededor de 700.000, aún usan el dialecto kurdo kurmanji.
Durante los siglos XIX y XX, sucesivos gobiernos iraníes aplastaron revueltas kurdas guiadas por notables kurdos como Shaikh Ubaidullah (contra los Kayar en 1880) y Simko (contra los Pahlavi en los años 1920).

### Beluchiiraníes
Los beluchi o beluchos (también baluchi, beluches o baluchis) de Irán se concentran en Baluchistán y Sistán. Tienen idioma propio. Para el año 1998 se estimaba que en Irán había 4,100.000 beluchos.

### Kashgai
Los kashgai son un pueblo iraní de habla turca que viven principalmente en las provincias de Fars, Juzestán y el sur de Isfahán, pero especialmente alrededor de la ciudad de Shiraz en Fars. Solían ser pastores nómadas y algunos siguen siéndolo hoy en día. Los tradicionalmente nómadas kashgai viajaban con sus rebaños cada año desde los altos pastos de verano al norte de Shiraz hasta 480 km al sur de los pastos de invierno en las tierras más bajas y cálidas cerca del golfo Pérsico, al suroeste de Shiraz. La mayoría, sin embargo, hoy están asentados total o parcialmente. La tendencia al sedentarismo ha crecido notablemente desde los años 1960. Se estima que son alrededor de 1,500.000 los kashgai.

### Árabes iraníes
El CIA World Factbook estima que aproximadamente un 3% de los ciudadanos iraníes hablan árabe.
Un informe de 1998, obra de la Comisión de Derechos Humanos de las Naciones Unidas, señaló que dos millones de ellos viven en la provincia de Juzestán, la mayor parte de los cuales son chiitas. Los árabes musulmanes sunitas viven a lo largo de la costa del golfo Pérsico.
 Hay comunidades menores en Jorasán y Fars. Las comunidades árabes iraníes se encuentran también en Baréin, Irak, Kuwait y los EAU.

### Turcomanos iraníes
Hay más de dos millones[cita requerida] de turcomanos que se concentran principalmente en las provincias de Gulistán y Jorasán Septentrional.

### Luros
Los luros son un pueblo iranio indígena, que hablan un idioma propio. Viven en la parte norte de la provincia de Juzestán, en el sur de la provincia de Ilam, además de en Lorestán, Kermanshah y el sur de Kurdistán. Son unas 2,600.000 personas.

### Bajtiaris
La etnia bajtiari es un grupo originario del sur de Irán, que habla un dialecto del lorí y en el que un pequeño porcentaje todavía se dedica al pastoreo nómada, transhumando desde entre sus asentamientos de verano (ييلاق, yaylāq) e invierno (قشلاق, qeshlāq). Las tribus bajtiaris habitan en las provincias de Lorestán, Juzestán, Chahar Mahal y Bajtiarí, e Isfahán, pero se concentran principalmente en la parte oriental de Juzestán, y son musulmanes chiitas. Pueden calcularse en torno al millón de bajtiaríes.

### Armenios iraníes
La actual población armenia iraní está alrededor del medio millón. La mayoría vive en Teherán y el distrito de Yolfa. Los iraníes armenios fueron muy influyentes y activos en la modernización de Irán durante los siglos XIX y XX.[cita requerida] Después de la Revolución Iraní, muchos armenios emigraron a comunidades armenias en Norteamérica y Europa Occidental. Hoy los armenios son la mayor minoría religiosa cristiana de Irán.

### Georgianos iraníes
Los georgianos iraníes son un grupo étnico que vive en Irán.  El idioma georgiano aún lo usan algunos pueblos de Irán. Aún se habla en Irán el dialecto georgiano fereidnuli.
El número de georgianos en Irán se estima que va de 50.000 a más de 100.000. La parte occidental de la provincia de Isfahán es históricamente llamada Fereydan. En esta región la antigua identidad georgiana se conserva mejor que en otros lugares de Irán. Hay diez ciudades y pueblos georgianos alrededor de Fereydunshahr, una pequeña ciudad rural a 150 km al oeste de Isfahán. Según la Encyclopaedia Georgiana (1986) allí vivían alrededor de 12.000-14.000 antes de 1985 pero estos números son obvias infraestimaciones. En muchas grandes ciudades iraníes como Teherán, Isfahán, Karaj y Shiraz viven también georgianos, además de en lugares como Nayafabad, Rahmatabad, Yazdanshahr y Amirabad (cerca de Isfahán). En la provincia de Mazandarán en Irán septentrional, hay georgianos étnicos también. Viven en la ciudad de Behshahr y en su distrito, en Farahabad y muchos otros lugares, que son llamados normalmente Goryi Mahallé. La mayoría ya no hablan georgiano, pero conservan algunos aspectos de la cultura georgiana. Algunos señalan que los georgianos iraníes conservan restos de tradiciones cristianas, pero no hay evidencia de ello.

### Judíos iraníes
El judaísmo es una de las religiones más antiguas practicadas en Irán y se remonta a finales de los tiempos bíblicos. Los libros bíblicos de Isaías, Daniel, Esdras, Nehemías, Crónicas y Ester contienen referencias a la vida y las experiencias de los judíos en Irán.
Hoy, el grupo más amplio de judíos de Persia se encuentran en Israel, que en 1993 albergaba a 75.000 de ellos, incluyendo una segunda generación de isaraelíes, y los Estados Unidos, que alberga una comunidad de alrededor de 45.000 personas, de primera generación solo, especialmente en la zona de Los Ángeles y Great Neck (Nueva York.
Según diversas estimaciones, 10.800 judíos permanecen en Irán, mayormente en Teherán, Isfahán y Shiraz. La BBC informa que en Yazd hay diez familias judías, seis de ellas relacionadas por matrimonio, sin embargo algunos estiman que el número es mayor. Históricamente, los judíos mantuvieron su presencia en más ciudades iraníes. Se trataría de la mayor población hebrea dentro de un país musulmán.
Hay comunidades menores en Europa Occidental, Australia, Pakistán y Canadá. Un número de grupos de judíos iraníes se han dividido desde los tiempos antiguos. Son reconocidos hoy como comunidades separadas, como los judíos de Bujará y los judíos de la Montaña. Además, hay varios miles en Irán que son, o son directos descendientes de, judíos que se convirtieron al islam y al bahaísmo.

### Kazajos iraníes
Los kazajos iraníes viven principalmente en la provincia de Gulistán en Irán septentrional. Según ethnologue.org, sin embargo, allí viven 3.000 kazajos en Irán en 1982 en la ciudad de Gorgan.
 El número de kazakos iraníes puede ser ligeramente superior, porque muchos de ellos regresaron a Kazajistán después de la disolución de la Unión Soviética, de donde emigraron a Irán después de la Revolución de Octubre bolchevique."

### Pueblos caspianos
Cabe mencionar, finalmente, otros grupos étnicos minoritarios en Irán, concretamente en la costa meridional del Mar Caspio: gilakis, mazandaraníes y talyshi.
Los mazandaraníes son un pueblo iranio que viven principalmente en la costa suroriental del mar Caspio, al norte de los montes Elburz. Tienen idioma propio y se calcula que está entre 3 y 4 millones de personas (est. 2006).
Los guilakíes también son iranios que vive principalmente en la provincia de Guilán. También se les encuentra en la vecina provincia de Mazandarán. Junto con los mazandaraníes, los guilakíes forman uno de los pueblos del mar Caspio. Hablan el idioma guilakí. En el año 2000 había alrededor de 2,4 millones de guilakíes.
Los talysh (también Talishi, Taleshi o Talyshi) son igualmente iranios que hablan el idioma talish y viven en la costa occidental del mar Caspio, tanto en Irán como en Azerbaiyán. No hay datos estadísticos fiables sobre el número de personas que hablan talishi en Irán. Podrían ser unos 112.000.

## Densidad de población y ciudades más pobladas

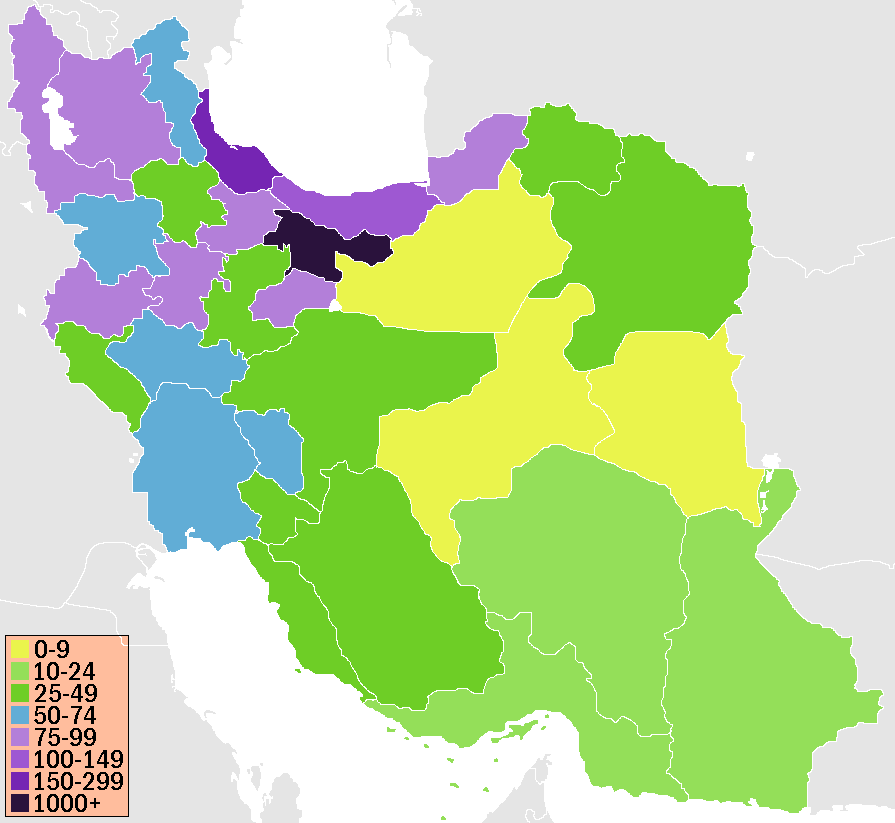
Densidad de población por provincia en Irán: La mitad noroeste del país están más densamente poblada.

La siguiente es una lista de las ocho ciudades más pobladas del país.
| Puesto | Ciudad  | Provincia           | Población (2016) |
| ------ | ------- | ------------------- | ---------------- |
| 1      | Teherán | Teherán             | 8 693 706        |
| 2      | Mashhad | Jorasán Razaví      | 3 001 184        |
| 3      | Isfahán | Isfahán             | 1 961 260        |
| 4      | Karaj   | Elburz              | 1 592 492        |
| 5      | Shiraz  | Fars                | 1 565 572        |
| 6      | Tabriz  | Azerbaiyán Oriental | 1 558 693        |
| 7      | Qom     | Qom                 | 1 201 158        |
| 8      | Ahvaz   | Juzestán            | 1 184 788        |

## Ciudadanos iraníes en el extranjero

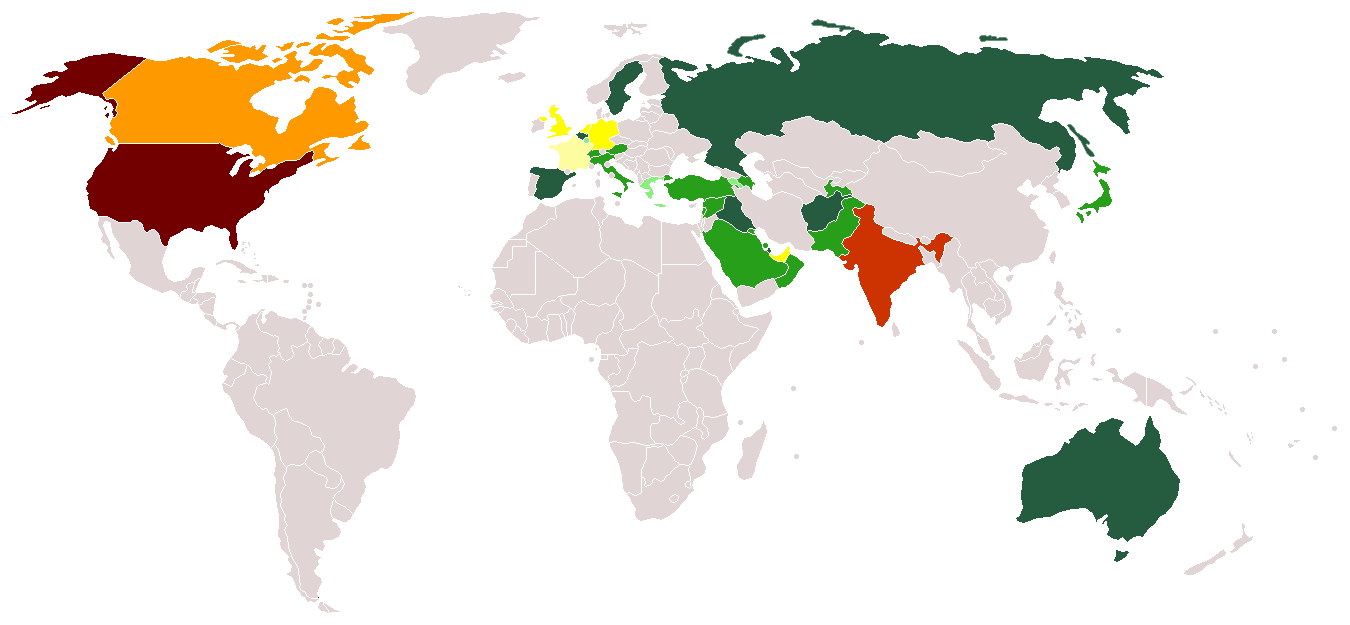
Mapa de la población iraní en la diáspora..
En miles de personas:
1
10
50
150
250 - 300
700
2500
No hay datos disponiblesNota: Para la India, sin los parsis, la cifra sería de 10-20.000 personas.

El término «ciudadanos iraníes en el extranjero» o «diáspora iraní/persa» se refiere a la gente iraní nacida en Irán pero que vive fuera de este Estado.
La diáspora iraní se estima en alrededor de cuatro millones de personas, que emigraron a Norteamérica, Europa, Turquía y Australia, mayormente después de la Revolución Islámica de 1979. En particular, el área de Los Ángeles se calcula que alberga aproximadamente de medio millón de iraníes, que dan a la zona de Westwood de Los Ángeles el apodo de «Tehrangeles», una palabra híbrida de Teherán y Los Ángeles. Otras metrópolis que tienen amplia población iraní son Dubái con 300.000 iraníes, Londres con 100.000 iraníes, Toronto, Área de la Bahía de San Francisco, Washington D. C., Estocolmo, Berlín, Hamburgo y Fráncfort del Meno. El valor neto combinado de estas comunidades se estima en $1.3 trillones.
Los trabajadores iraníes inmigrantes en el extranjero remiten menos de dos billones de dólares a casa en 2006.
Ha de señalarse que esto difiere de otros pueblos iranios que viven en otras áreas del Gran Irán, que están relacionados etnolingüísticamente al hablar idiomas que pertenecen a las lenguas iranias que es una rama de las indoeuropeas.

## Pueblos de ascendencia irania
Hay quizá alrededor de cien millones de personas alrededor del mundo con ascendencia persa.[cita requerida]

### Parsis
Los parsis son una estrecha comunidad zoroastriana que habita principalmente en la India pero que también pueden encontrarse en Pakistán. Los parsis descienden de los zoroastrianos persas que emigraron al subcontinente indio hace unos 1000 años. Los datos del censo indio de 2001 informa de la existencia de 69.601 parsis en la India, con una concentración en y alrededor de la ciudad de Bombay. Hay aproximadamente 5.000 parsis en otros lugares del subcontinente, con unos 2.500 en la ciudad de Karachi y aproximadamente 50 familias parsis en Sri Lanka. El número de parsis por todo el mundo se estima en menos de 100.000 (Eliade, 1991:254).

### Iranios
En Pakistán y la India, el término «iraní» ha pasado a denominar a los iranios zoroastrianos que emigraron a Pakistán y la India dentro de los dos últimos siglos, para diferenciarlos de los parsis que llegaron a la India a lo largo de 1000 años. Muchos de ellos emigraron durante la dinastía Kayar, cuando estaba en auge la persecución de los iraníes zoroastrianos. Son cultural y lingüísticamente más cercanos a los zoroastrianos de Irán. A diferencia de los parsis, hablan un dialecto dari, el idioma hablado por los zoroastrianos iraníes de Yazd y Kermán. Sus apellidos a menudo recuerdan a los modernos iraníes, pero «Iraní» es un apellido común entre ellos. En la India están en su mayor parte ubicados en la actual Bombay mientras que en Pakistán se encuentran sobre todo en Karachi. Tanto en Pakistán como en la India, son famosos por sus restaurantes y casas de té.   Algunos, como Ardeshir Irani, se han vuelto muy famosos en el cine.

### Ayam (Baréin)
Los «Ayam» (عجم) son una comunidad étnica de origen iranio de Baréin. Han sido tradicionalmente comerciantes que vivían en barrios específicos de Manama y Al Muharraq. Los iranios que se adhieren tanto al chiismo como al credo suní del Islam son Ayam, y ellos son diferentes de los Huwala que tienen origen árabe.
Además, muchos nombres de antiguos pueblos en Baréin son de origen persa. Se cree que estos nombres se los dieron durante el gobierno safávida de Baréin (1501-1722), como Karbabad, Salmabad, Karzakan, Duraz, Barbar, que indican que la historia de los Ayam es mucho más antigua.

### Huwala
Huwala son los descendientes de árabes suníes, y la palabra es también por error usada para llamar a los persas suníes, que emigraron desde Irán a la península arábiga. Los Huwala son muy diferentes de los persas suníes que también han emigrado de su original tierra natal «Irán» a Arabia, excepto que las dos etnias comparten la misma fe suní islámica.

## Grupos lingüísticos
Aproximadamente el 70% de los pueblos de Irán hablan lenguas iranias. Los grupos principales incluyen persas, kurdos, guilakíes, mazandaráníes, pastunes, luros y beluchos. Los hablantes túrquicos, como los azeríes, turcomanos y los kashgai, comprenden una sustancial minoría. El resto son principalmente semitas como los árabes y los asirios u otros indoeuropeos como los armenios. Hay también pequeñas comunidades de brahui en el sureste de Irán. El idioma georgiano se habla solo por aquellos georgianos iraníes que viven en Fereydan y Fereydunshahr. Todo el resto de comunidades de georgianos iraníes en Irán ya han perdido su idioma.

## Religión
La mayoría son musulmanes: 89% chiitas, la religión oficial del estado y un 9% sunníes, que predomina en los países musulmanes que rodean Irán. En el 2% de no musulmanes hay bahaíes, zoroastrianos, mandeos, yarsanos, judíos y cristianos.

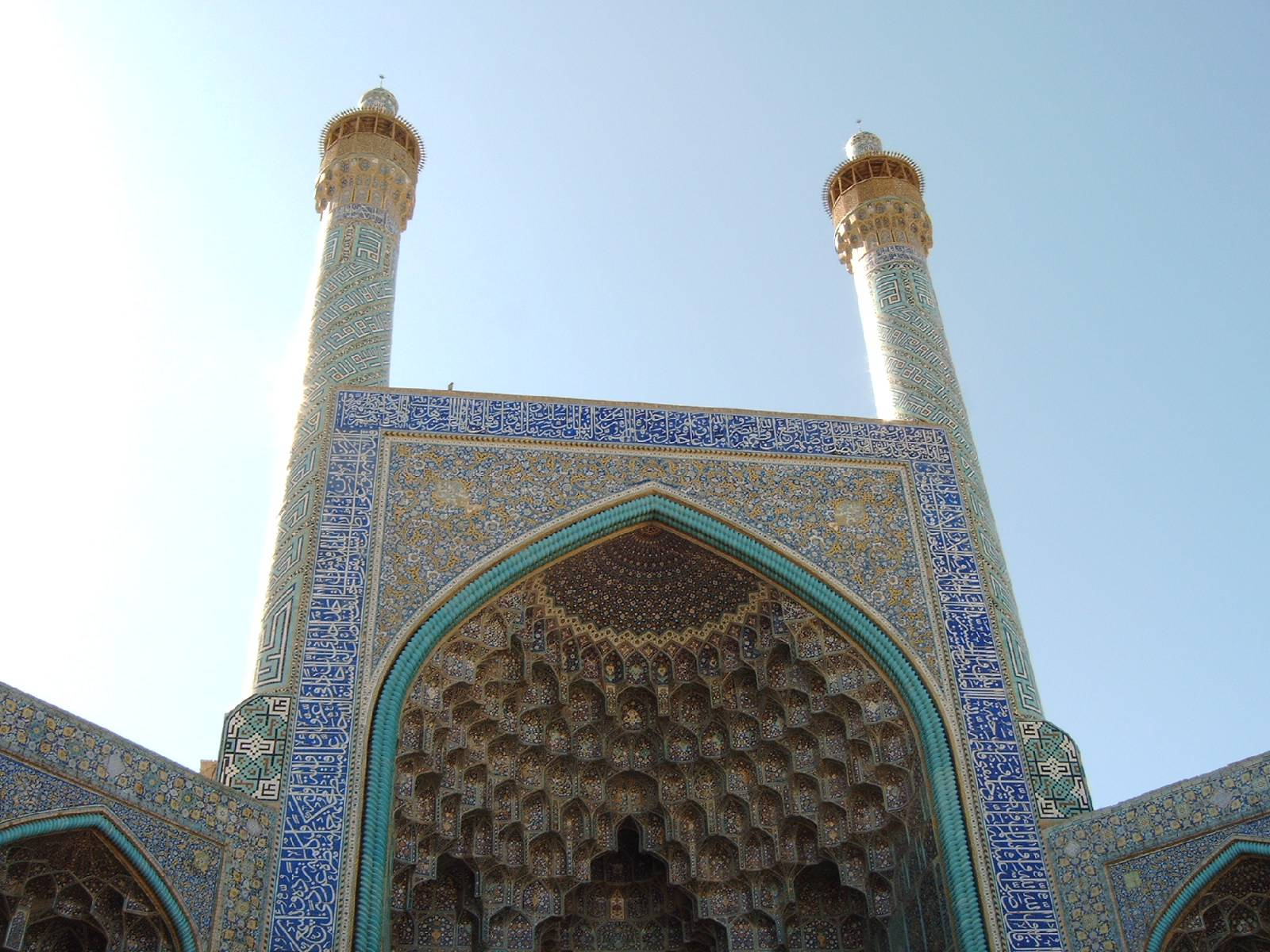
La entrada de la Mezquita Shah (oficialmente, «mezquita del Imán») de Isfahán. Esta mezquita es un fantástico ejemplo de arquitectura persa durante la dinastía safávida.

La confesión bahaí, profesada por alrededor de 300.000 creyentes, no está oficialmente reconocida y ha sido sufrido persecuciones desde sus inicios como movimiento político-religioso (el babismo). Desde 1979 la persecución de los bahaíes se ha incrementado con ejecuciones, así como con la negativa a reconocerles derechos civiles y la privación del acceso a la educación superior y el empleo público.
Las minorías no musulmanas han disminuido en las últimas décadas conforme han ido emigrando y abandonando Irán.[cita requerida] Alrededor de 11.000 a 40.000 judíos quedan hoy en Irán, aún la mayor comunidad judía dentro de Oriente Medio fuera de Israel, pero era de 100.000 antes de la Revolución Islámica. Los zoroastrianos, y los cristianos, están sufriendo una disminución similar.[cita requerida]
Hoy, hay alrededor de 8.000 cristianos asirios en Irán, que pertenecen a la Iglesia católica caldea.
El ateísmo y el agnosticismo son ilegales en Irán.

## Idiomas
Casi dos tercios de la población habla alguna lengua indoirania, aunque la única oficial es el persa, escrito en un alfabeto árabe modificado. En las escuelas se enseña el árabe, por ser la lengua en que está escrito el Corán.

## Estadísticas vitales
Referencia
|      | Población  | Nacidos   | Muertes | Cambio natural | Tasa de natalidad (por 1000) | Tasa de muerte (por 1000) | Cambio natural (por 1000) | Tasa de fertilidad total |
| ---- | ---------- | --------- | ------- | -------------- | ---------------------------- | ------------------------- | ------------------------- | ------------------------ |
| 1959 |            | 864,846   | 176,268 | 688,578        |                              |                           |                           |                          |
| 1960 |            | 876,206   | 171,040 | 705,166        |                              |                           |                           |                          |
| 1961 |            | 902,260   | 159,371 | 742,889        |                              |                           |                           |                          |
| 1962 |            | 957,500   | 165,488 | 792,012        |                              |                           |                           |                          |
| 1963 |            | 920,967   | 135,912 | 785,055        |                              |                           |                           |                          |
| 1964 |            | 1,118,911 | 145,174 | 973,737        |                              |                           |                           |                          |
| 1965 |            | 1,139,663 | 171,940 | 967,723        |                              |                           |                           |                          |
| 1966 |            | 1,101,606 | 178,991 | 922,615        |                              |                           |                           |                          |
| 1967 |            | 1,019,373 | 179,159 | 840,214        |                              |                           |                           |                          |
| 1968 |            | 1,037,022 | 174,201 | 862,821        |                              |                           |                           |                          |
| 1969 |            | 1,091,513 | 167,660 | 923,853        |                              |                           |                           |                          |
| 1970 |            | 1,189,203 | 163,430 | 1,025,773      |                              |                           |                           |                          |
| 1971 |            | 1,231,227 | 149,325 | 1,081,902      |                              |                           |                           |                          |
| 1972 |            | 1,138,843 | 153,568 | 985,275        |                              |                           |                           |                          |
| 1973 |            | 1,199,777 | 155,081 | 1,044,696      |                              |                           |                           |                          |
| 1974 |            | 1,248,256 | 149,785 | 1,098,471      |                              |                           |                           |                          |
| 1975 |            | 1,339,267 | 148,543 | 1,190,724      |                              |                           |                           |                          |
| 1976 |            | 1,401,426 | 155,981 | 1,245,445      |                              |                           |                           |                          |
| 1977 |            | 1,399,977 | 146,369 | 1,253,608      |                              |                           |                           |                          |
| 1978 |            | 1,369,597 | 127,587 | 1,242,010      |                              |                           |                           |                          |
| 1979 |            | 1,689,908 | 142,402 | 1,547,506      |                              |                           |                           |                          |
| 1980 |            | 2,450,308 | 162,176 | 2,288,132      |                              |                           |                           |                          |
| 1981 |            | 2,421,611 | 178,099 | 2,243,512      |                              |                           |                           |                          |
| 1982 |            | 2,101,894 | 200,614 | 1,901,280      |                              |                           |                           |                          |
| 1983 |            | 2,203,448 | 207,228 | 1,996,220      |                              |                           |                           |                          |
| 1984 |            | 2,067,803 | 186,440 | 1,881,363      |                              |                           |                           |                          |
| 1985 |            | 2,033,285 | 190,061 | 1,843,224      |                              |                           |                           |                          |
| 1986 |            | 2,259,055 | 199,511 | 2,059,544      |                              |                           |                           |                          |
| 1987 |            | 1,832,089 | 204,230 | 1,627,859      |                              |                           |                           |                          |
| 1988 |            | 1,944,149 | 238,390 | 1,705,759      |                              |                           |                           |                          |
| 1989 |            | 1,784,811 | 199,645 | 1,585,166      |                              |                           |                           |                          |
| 1990 |            | 1,722,977 | 217,597 | 1,505,380      |                              |                           |                           |                          |
| 1991 |            | 1,582,931 | 217,637 | 1,365,294      |                              |                           |                           |                          |
| 1992 |            | 1,433,243 | 188,647 | 1,244,596      |                              |                           |                           |                          |
| 1993 |            | 1,388,017 | 208,161 | 1,179,856      |                              |                           |                           |                          |
| 1994 |            | 1,426,784 |         |                |                              |                           |                           | 3.50                     |
| 1995 |            | 1,205,372 |         |                |                              |                           |                           | 3.22                     |
| 1996 |            | 1,187,903 |         |                |                              |                           |                           | 2.95                     |
| 1997 |            | 1,179,260 |         |                |                              |                           |                           | 2.73                     |
| 1998 |            | 1,185,639 | 551,345 | 634,294        |                              |                           |                           | 2.53                     |
| 1999 | 62,738,000 | 1,177,557 | 374,838 | 802,719        | 18.8                         | 6.0                       | 12.8                      | 2.36                     |
| 2000 | 63,658,000 | 1,095,165 | 382,674 | 712,491        | 17.2                         | 6.0                       | 11.2                      | 2.19                     |
| 2001 | 64,592,000 | 1,110,836 | 421,525 | 689,311        | 17.2                         | 6.5                       | 10.7                      | 2.09                     |
| 2002 | 65,540,000 | 1,122,104 | 337,237 | 784,867        | 17.1                         | 5.1                       | 12.0                      | 2.01                     |
| 2003 | 66,480,000 | 1,171,573 | 368,518 | 803,055        | 17.6                         | 5.5                       | 12.1                      | 1.92                     |
| 2004 | 67,477,000 | 1,154,368 | 355,213 | 799,155        | 17.1                         | 5.3                       | 11.8                      | 1.87                     |
| 2005 | 69,672,000 | 1,239,408 | 363,723 | 875,685        | 18.1                         | 5.3                       | 12.8                      | 1.82                     |
| 2006 | 70,554,000 | 1,253,912 | 408,566 | 845,346        | 17.8                         | 5.8                       | 12.0                      | 1.79                     |
| 2007 | 71,336,000 | 1,286,716 | 412,736 | 873,980        | 18.0                         | 5.8                       | 12.2                      | 1.81                     |
| 2008 | 72,120,000 | 1,300,166 | 417,798 | 882,368        | 17.9                         | 5.8                       | 12.2                      | 1.80                     |
| 2009 | 72,924,000 | 1,348,546 | 393,514 | 955,032        | 18.3                         | 5.3                       | 13.0                      | 1.78                     |
| 2010 | 73,762,000 | 1,363,542 | 441,042 | 922,500        | 18.3                         | 5.9                       | 12.4                      | 1.77                     |
| 2011 | 74,634,000 | 1,382,229 | 422,133 | 960,096        | 18.3                         | 5.6                       | 12.7                      | 1.74                     |
| 2012 | 75,539,000 | 1,421,689 | 367,512 | 1,054,177      | 18.7                         | 4.8                       | 13.9                      | 1.73                     |
| 2013 | 76,481,000 | 1,471,834 | 372,279 | 1,099,555      | 19.1                         | 4.8                       | 14.3                      | 1.70                     |
| 2014 | 77,465,000 | 1,534,362 | 446,333 | 1,088,029      | 19.8                         | 5.8                       | 14.0                      | 1.68                     |
| 2015 | 78,492,000 | 1,570,219 | 374,827 | 1,195,392      | 19.9                         | 4.8                       | 15.1                      |                          |
| 2016 | 79,926,000 | 1,528,054 | 388,792 | 1,139,262      | 19.2                         | 4.9                       | 14.3                      | 2.11                     |
| 2017 | 80,960,000 | 1,540,570 | 374,630 | 1,165,940      | 19.0                         | 4.6                       | 14.4                      |                          |
| 2018 | 81,865,000 | 1,388,249 | 376,839 | 1,011,410      | 16.9                         | 4.6                       | 12.3                      | 1.96                     |
| 2019 | 82,585,000 | 1,196,135 | 395,392 | 800,743        | 14.4                         | 4.8                       | 9.6                       | 1.77                     |
| 2020 | 83,220,000 | 1,132,000 | 467,000 | 665,000        | 13.6                         | 5.6                       | 8.0                       | 1.60                     |

| Edad    | Población (2006) | Porcentaje (2006) | Población (2011) | Porcentaje (2011) |
| ------- | ---------------- | ----------------- | ---------------- | ----------------- |
| Total   | 70,495,782       | 100               | 75,149,669       | 100               |
| 0–4     | 5,463,978        | 7.75              | 6,232,552        | 8.29              |
| 5–9     | 5,509,057        | 7.81              | 5,657,791        | 7.53              |
| 10–14   | 6,708,591        | 9.52              | 5,671,435        | 7.55              |
| 15–19   | 8,726,761        | 12.38             | 6,607,043        | 8.79              |
| 20–24   | 9,011,422        | 12.78             | 8,414,497        | 11.20             |
| 25–29   | 7,224,952        | 10.25             | 8,672,654        | 11.54             |
| 30–34   | 5,553,531        | 7.88              | 6,971,924        | 9.28              |
| 35–39   | 4,921,124        | 6.98              | 5,571,018        | 7.41              |
| 40–44   | 4,089,158        | 5.80              | 4,906,749        | 6.53              |
| 45–49   | 3,522,761        | 5.00              | 4,030,481        | 5.36              |
| 50–54   | 2,755,420        | 3.91              | 3,527,408        | 4.69              |
| 55–59   | 1,887,981        | 2.68              | 2,680,119        | 3.57              |
| 60–64   | 1,464,452        | 2.08              | 1,862,907        | 2.48              |
| 65–69   | 1,197,550        | 1.70              | 1,343,731        | 1.79              |
| 70–74   | 1,119,318        | 1.59              | 1,119,968        | 1.49              |
| 75–79   | 694,122          | 0.98              | 913,531          | 1.22              |
| 80+     | 645,601          | 0.92              | 919,539          | 1.22              |
| Unclear | -                | -                 | 46,322           | 0.06              |